# Sophia Smith
Pour les articles homonymes, voir Smith.
Sophia Wilson, née Smith  le 10 août 2000 à Windsor au Colorado, est une joueuse internationale américaine de football. Elle évolue au poste d'attaquante aux Thorns de Portland. À la suite de son mariage avec le joueur de football américain Michael Wilson, en janvier 2025, la joueuse prend le nom de famille Wilson.

## Biographie

### En club
Lors du repêchage 2020, elle est le premier choix et est sélectionnée par les Thorns de Portland. Après avoir manqué la Challenge Cup en raison d'une blessure, elle fait ses débuts lors des Fall Series, que les Thorns remportent, et marque dès son premier match face aux Royals de l'Utah,.
La saison suivante, elle dispute sa première saison complète et remporte la Challenge Cup et le Shield, terminant meilleure buteuse de la franchise de Portland avec sept réalisation.
En 2022, Sophia Smith continue son explosion. Avec quatorze buts en saison régulière, elle bat le record de buts pour une joueuse des Thorns et termine deuxième meilleure buteuse de la saison, un but derrière Alex Morgan.

### En sélection
Sophia Smith est appelée pour la première fois avec la sélection américaine en 2017, à l'âge de seize ans.
Avec la sélection senior, elle fait partie de la nouvelle génération au début des années 2020, aux côtés de joueuses comme Catarina Macario. En marquant à trois reprises face à l'Ouzbékistan le 9 avril 2022, elle devient la plus jeune joueuse au 21e siècle à inscrire un triplé avec la sélection américaine.
En 2023, elle fait partie des 23 joueuses sélectionnées par Vlatko Andonovski pour participer à la coupe du monde.

## Palmarès

### Palmarès en club
Avec le Cardinal de Stanford
- Championne du NCAA en 2019

 Avec les Thorns de Portland
- Vainqueur du NWSL Challenge Cup en 2021

- Vainqueur du NWSL Shield en 2021
- Deuxième place du NWSL Shield en 2022
- Vainqueur du NWSL Fall Series en 2020
- Vainqueur de l'International Champions Cup en 2021

### Palmarès en sélection
Avec l'équipe des États-Unis des moins de 20 ans
- Vainqueur du championnat de la CONCACAF des moins de 20 ans en 2020

 Avec l'équipe des États-Unis
- Vainqueur de la Coupe SheBelieves en 2021, 2022 et 2024
- Vainqueur en Championnat de la CONCACAF 2022
- Championne olympique en 2024

## Style de jeu
Sophia Smith peut jouer à la pointe de l'attaque ou sur l'aile droite.

## Engagements
Sophia Smith fait partie du Black Women's Player Collective. Elle s'engage également sur les questions de santé mentale.

## Vie privée
Depuis 2019, Sophia Smith est en couple avec le joueur de football américain Michael Wilson (en). Ayant tous deux été athlètes à l’Université Stanford, c’est durant cette période qu’ils se sont rencontrés. 
Ils se marient en janvier 2025. Elle annonce ensuite prendre le nom de son mari professionnellement.
La joueuse annonce sa grossesse en mars 2025.